# 亚历山德鲁·弗里姆
亚历山德鲁·弗里姆（羅馬尼亞語：Alexandru Frim，1908年3月9日—1985年12月2日），罗马尼亚男子雪车运动员。他曾代表罗马尼亚参加国际雪车联合会世界锦标赛，获得一枚金牌。他也曾参加1936年冬季奥林匹克运动会。